# Monterrubio de Armuña
Monterrubio de Armuña is een gemeente in de Spaanse provincie Salamanca in de regio Castilië en León met een oppervlakte van 10,97 km². Monterrubio de Armuña telt 1.353 inwoners (1 januari 2016).

## Geboren
- Agustín Tamames (1944), wielrenner